# Yohei Fukumoto
Yohei Fukumoto (福元 洋平 Fukumoto Yohei?, nacido el 12 de abril de 1987 en Oita) es un exfutbolista japonés que se desempeñaba como defensa.

## Trayectoria

### Clubes
| Club                | País  | Año         |
| ------------------- | ----- | ----------- |
| Oita Trinita        | Japón | 2005 - 2007 |
| Gamba Osaka         | Japón | 2008        |
| JEF United Chiba    | Japón | 2009 - 2011 |
| Tokushima Vortis    | Japón | 2012 - 2016 |
| Renofa Yamaguchi FC | Japón | 2017 - 2019 |
| Verspah Oita        | Japón | 2019 - 2020 |

## Estadística de carrera

### J. League
| Club                | Año   | J. League | J. League | Copa J. League | Copa J. League | Total | Total |
| Club                | Año   | Part.     | Goles     | Part.          | Goles          | Part. | Goles |
| ------------------- | ----- | --------- | --------- | -------------- | -------------- | ----- | ----- |
| Oita Trinita        | 2005  | 7         | 0         | 0              | 0              | 7     | 0     |
| Oita Trinita        | 2006  | 14        | 0         | 5              | 0              | 19    | 0     |
| Oita Trinita        | 2007  | 11        | 0         | 2              | 0              | 13    | 0     |
| Gamba Osaka         | 2008  | 5         | 0         | 1              | 0              | 6     | 0     |
| JEF United Chiba    | 2009  | 17        | 0         | 3              | 0              | 20    | 0     |
| JEF United Chiba    | 2010  | 19        | 0         | -              | -              | 19    | 0     |
| JEF United Chiba    | 2011  | 2         | 0         | -              | -              | 2     | 0     |
| Tokushima Vortis    | 2012  | 23        | 0         | -              | -              | 23    | 0     |
| Tokushima Vortis    | 2013  | 24        | 0         | -              | -              | 24    | 0     |
| Tokushima Vortis    | 2014  | 26        | 0         | 3              | 0              | 29    | 0     |
| Tokushima Vortis    | 2015  | 28        | 1         | -              | -              | 28    | 1     |
| Tokushima Vortis    | 2016  | 33        | 0         | -              | -              | 33    | 0     |
| Renofa Yamaguchi FC | 2017  | 22        | 1         | -              | -              | 22    | 1     |
| Total               | Total | 231       | 2         | 14             | 0              | 245   | 2     |